# Criminal Minded
Albums de Boogie Down Productions
By All Means Necessary
(1988)
Criminal Minded est le premier album studio des Boogie Down Productions, sorti le 3 mars 1987.
L'album s'est classé 73e au Top R&B/Hip-Hop Albums.

## Réception
En 1998, l'album a été désigné l'un des « 100 meilleurs albums de rap » par le magazine The Source.
En 2003, Rolling Stone l'a classé 444e des « 500 meilleurs albums de tous les temps ».
Vibe a également classé Criminal Minds parmi les « 100 albums essentiels du XXe siècle » (N° 12/99, p. 157) et 3e des « 10 meilleurs albums de rap » (N° 6/02, p. 108).

## Liste des titres
| No  | Titre                 | Contient un (des) sample(s) de | Durée |
| --- | --------------------- | --- | ----- |
| 1.  | Poetry                | Soul Power de James Brown Don't Tell It de James Brown | 4:19  |
| 2.  | South Bronx           | Funky Drummer de James Brown Get Up, Get Into It, Get Involved de James Brown Smokin Cheeba-Cheeba du Harlem Underground Band Get Up Offa That Thing de James Brown The Bridge de MC Shan | 4:31  |
| 3.  | 9mm Goes Bang         | History de Super Cat | 4:10  |
| 4.  | Word From Our Sponsor | Love Thang de First Choice | 4:25  |
| 5.  | Elementary            | Catch a Groove de Juice Get Up Offa That Thing de James Brown South Bronx des Boogie Down Productions                                                                                     | 4:26  |
| 6.  | Dope Beat             | Back in Black d'AC/DC | 4:13  |
| 7.  | Remix For P Is Free   | Zungguzungguguzungguzeng de Yellowman History de Super Cat | 4:15  |
| 8.  | The Bridge Is Over    | Impeach the President des Honey Drippers It's Still Rock and Roll to Me de Billy Joel Murderer de Barrington Levy Boops de Super Cat                                                      | 4:21  |
| 9.  | Super-Hoe             | Last Night Changed It All (I Really Had a Ball) d'Esther Williams Super Sporm de Captain Sky                                                                                              | 4:16  |
| 10. | Criminal Minded       | Different Strokes de Syl Johnson Hey Jude des Beatles Let's Get Small de Trouble Funk Yuh Face Look Good de Winston Hussey                                                                | 4:26  |

| 11. | Scott LaRock Mega-Mix | 6:49 |